# Euaugaptilus sarsi
Euaugaptilus sarsi is een eenoogkreeftjessoort uit de familie van de Augaptilidae. De wetenschappelijke naam van de soort is voor het eerst geldig gepubliceerd in 1965 door Grice & Hulsemann.